# Roundhay
Roundhay es un área afluente de Leeds, West Yorkshire, Inglaterra (Reino Unido). Roundhay se encuentra a poca distancia del norte de la ciudad.

## Historia
Roundhay comenzó a convertirse en tiempos victorianos en un suburbio de lujo lejos del crimen y de la contaminación de Leeds central. Roundhay es notable porque las primeras imágenes en movimiento del mundo fueron filmadas en Roundhay en 1888 por Louis Le Prince (La escena del jardín de Roundhay).

## Parque de Roundhay

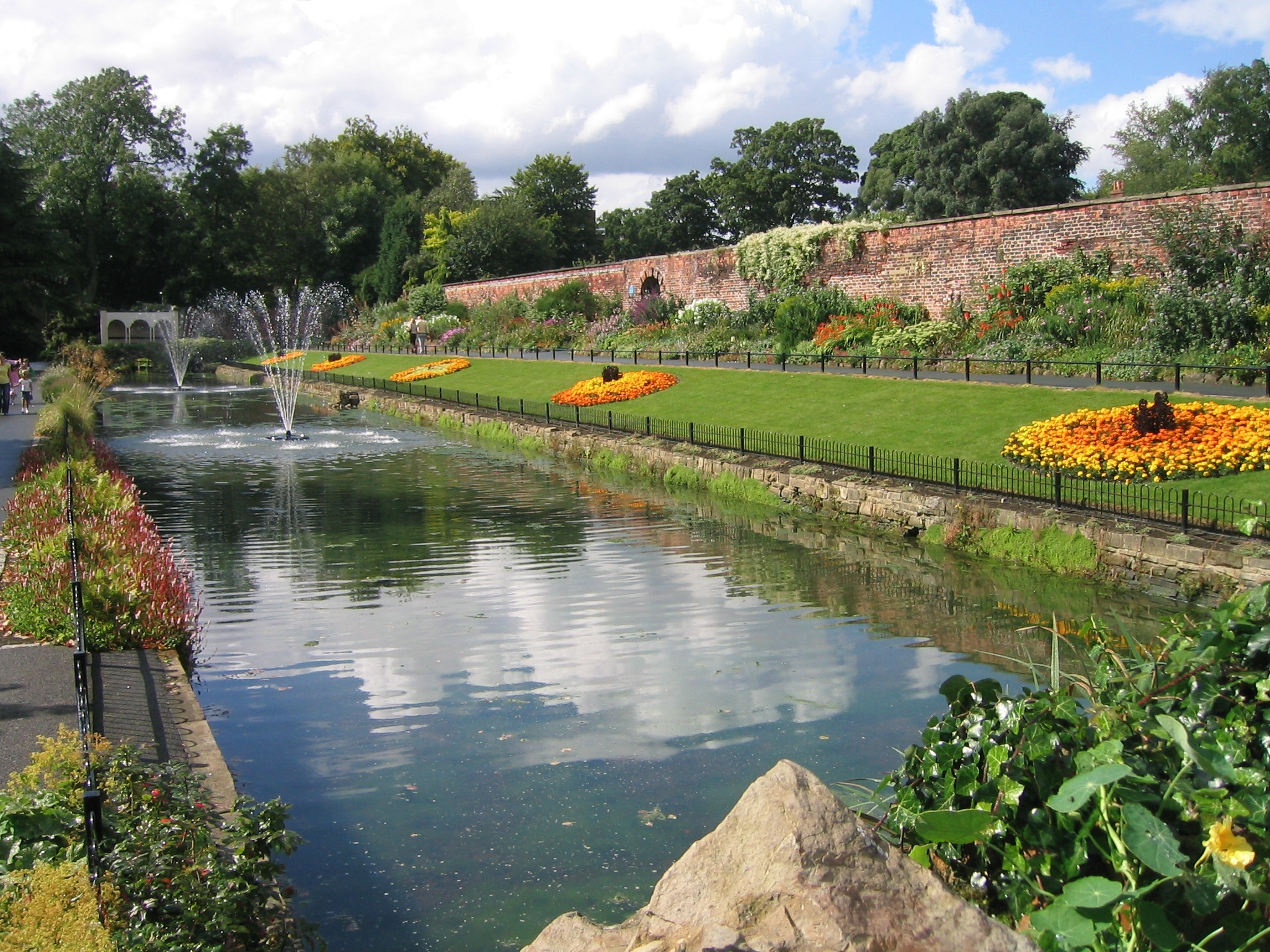
Jardines del canal en el parque de Roundhay.

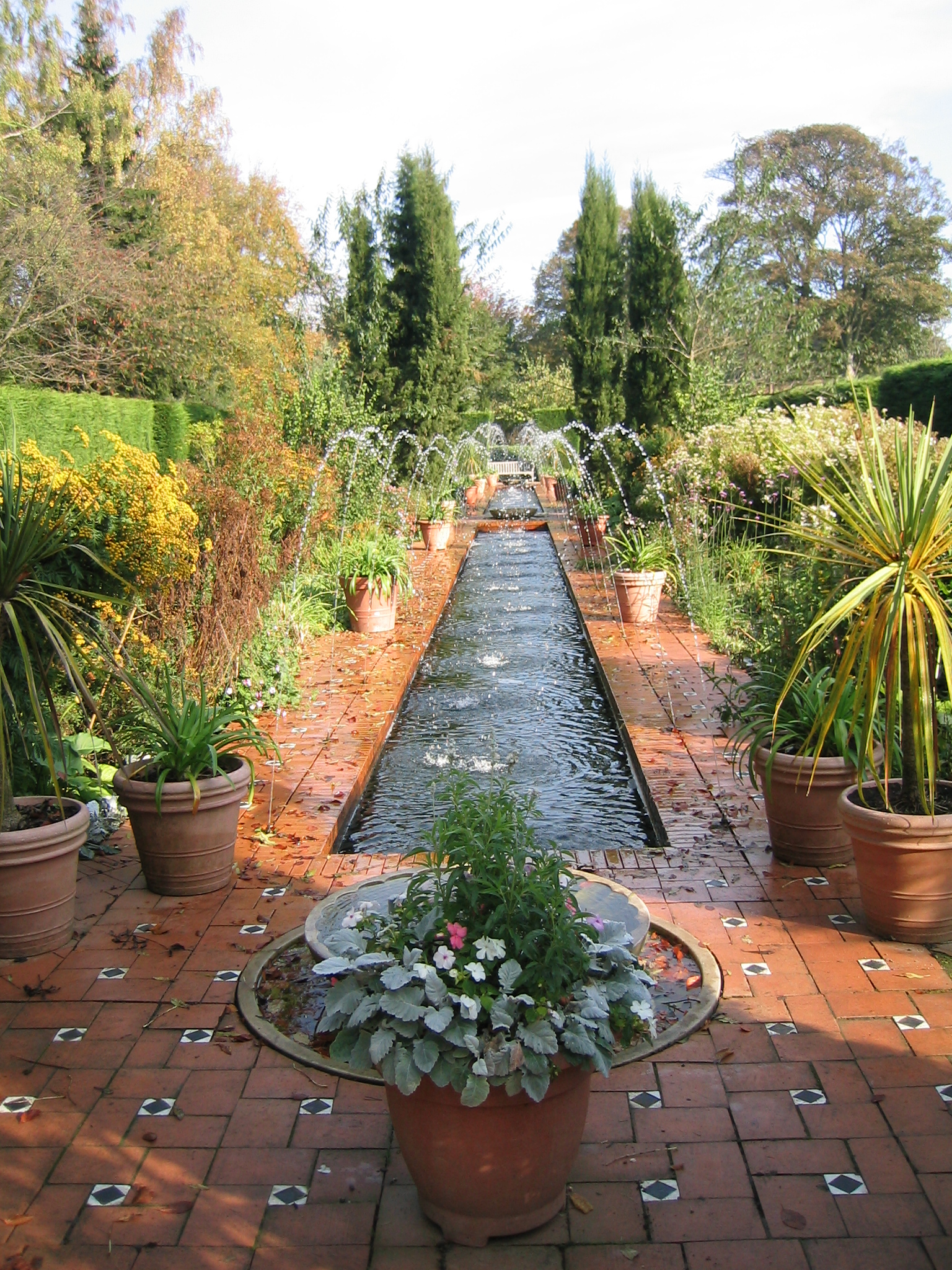
Jardines de Alhambra en el parque de Roundhay.

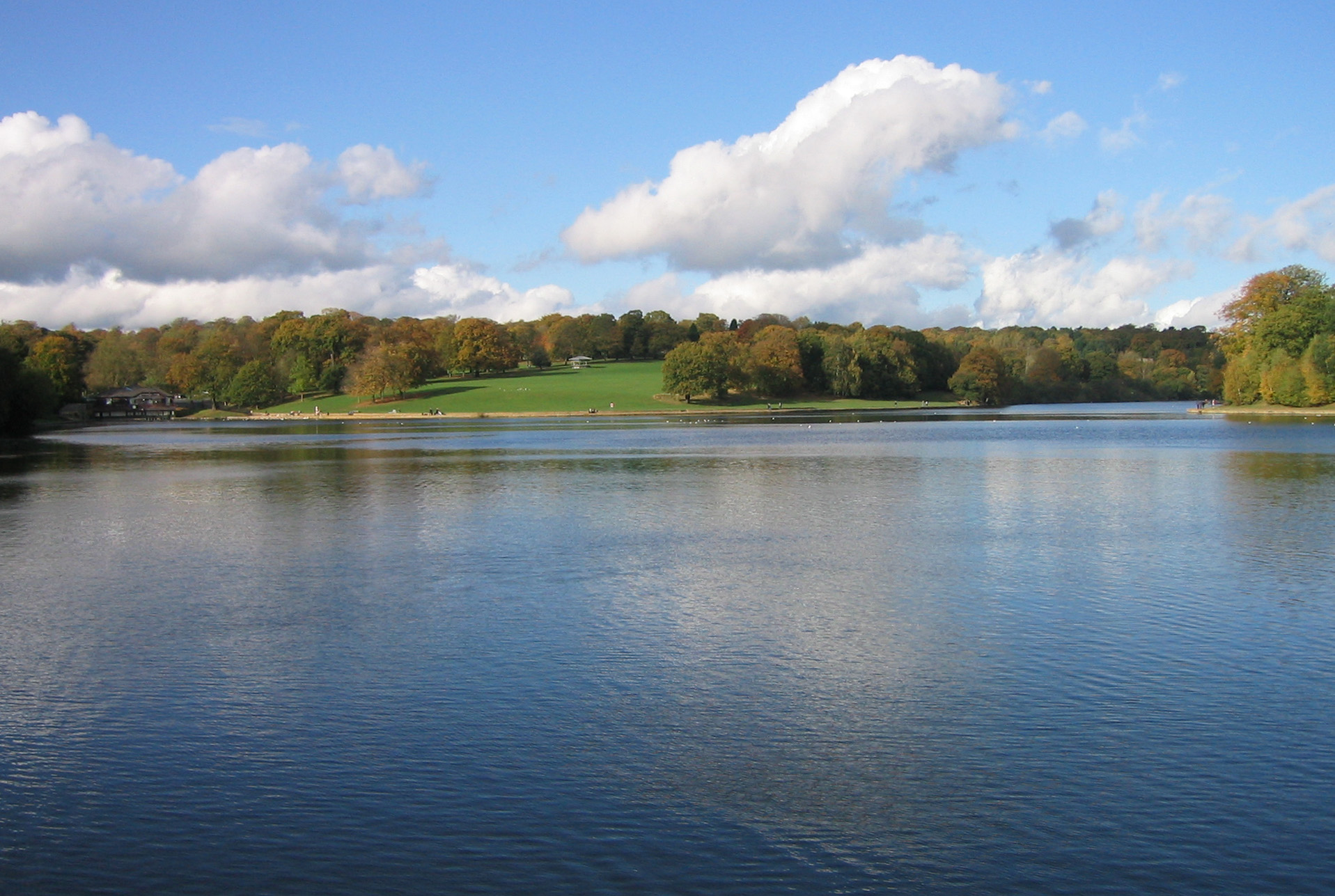
Lago Waterloo.

El parque de Roundhay es uno de los parques más grandes de Europa. Tiene más de 700 acres (2.8 km²) de espacios verdes, lagos, arbolado y de jardines que son poseídos por el Ayuntamiento de Leeds. El parque es una de las atracciones más populares de Leeds, siendo visitado por alrededor de un millón de personas cada año. Se sitúa en el borde nordeste de la ciudad, limitando con el suburbio de Roundhay al oeste y con Oak Wood al sur.

### Tropical World
Un sistema de invernaderos con áreas que representan diversos climas de alrededor del mundo, con la colección más grande de plantas tropicales en el interior británico, tiene lugar en Leeds bajo el nombre de Tropic World. Incluye una casa, acuarios y hábitats de mariposas, pájaros y de algunos reptiles, además de contener muchos otros animales en recintos. Una casa nocturna tiene criaturas tales como bichos palo que son activos por la noche.

## Transporte
Antiguamente, Roundhay tenía un servicio de tranvía a otras partes de Leeds, no obstante esta línea fue descontinuada en los años 50. Roundhay está ligada a Leeds y a Wetherby por el autobús y se encuentra cerca del camino del anillo externo de Leeds. No hay servicio de ferrocarril dentro o cerca de Roundhay.

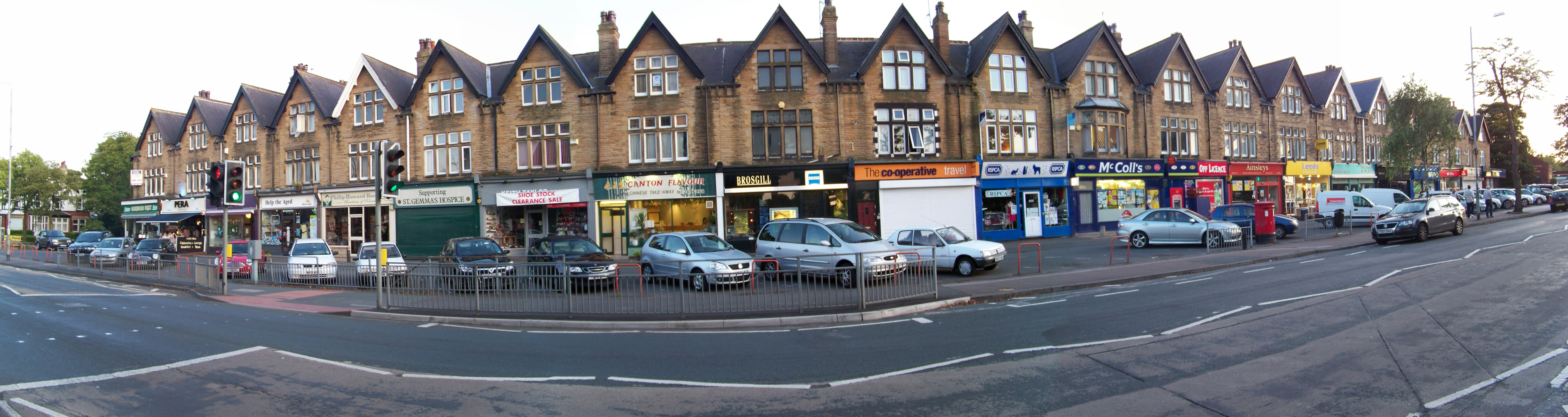
Street Lane.

- Datos: Q2735485
- Multimedia: Roundhay / Q2735485